# Wied (rzeka)
Wied – rzeka w Niemczech, w kraju związkowym Nadrenia-Palatynat, o długości 102 km, prawy dopływ Renu. Obszar dorzecza 770,8 km².
Źródła posiada w Westerwald, początkowo płynie na północ, następnie skręca na zachód, przepływa przez Altenkirchen (Westerwald), aż zakręca silnie na południe i koło Neuwied wpada do Renu.
Na ostatnim kilometrze jest spławna i przy rzece powstał dzięki temu port przemysłowy. Wzdłuż Wied wytyczono szlak turystyczny. Można także pływać po niej kajakami. Zaś w Altwied znajduje się elektrownia wodna.
Nad Wied leżą następujące miejscowości i osiedla: Liden, Dreifelden, Steinebach an der Wied, Wied, Winkelbach, Borod, Ingelbach, Michelbach, Altenkirchen (Westerwald), Almersbach, Schöneberg, Neitersen, Obernau, Berzhausen, Seelbach, Döttesfeld, Bürdenbach, Oberlahr, Burglahr, Peterslahr, Neustadt, Roßbach, Waldbreitbach, Hausen, Niederbreitbach, Datzeroth, Altwied, Segendorf, Niederbieber, Neuwied (Irlich).
Lewe dopływy Wied to: Holzbach, Almersbach, Breibach, Fockenbach i Aubach.
Prawe dopływy to: Rothenbach, Ingelbach, Quengelbach, Lenzbach, Birnbach, Mehrbach i Pfaffenbach.